# Eduard Bitterlich
Eduard Bitterlich (* 17. August 1833 in Dubljany (Galizien heute Ukraine); † 20. Mai 1872 in der Pfalzau (Gemeinde Pressbaum), Niederösterreich) war ein österreichischer Maler und Bildhauer.

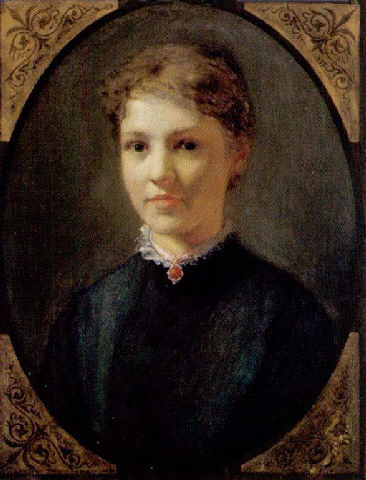
Eduard Bitterlich: Porträt einer Dame

## Leben
Bitterlich besuchte das Wiener Schottengymnasium und wurde von Ferdinand Georg Waldmüller an der Wiener Akademie zu einem Zeichner und Miniaturmaler ausgebildet. Er ging 1855 nach Venedig, um die Meisterwerke der dortigen Museen und Kirchen für einen Venedig-Bildband des Österreichischen Lloyd zu kopieren.
Nach seiner Rückkehr trat Bitterlich in Carl Rahls Atelier ein. Gemeinsam mit ihm und einem weiteren Schüler Rahls, Christian Griepenkerl, freskierte er das Stiegenhaus des k.k. Heeresmuseums (heute: Heeresgeschichtliches Museum) mit allegorischen Figuren. In weiterer Folge arbeitete weiterhin gemeinsam mit Rahl viele Jahre an der Wiener Hofoper und vollendete nach Rahls Tod mit Christian Griepenkerl dessen Entwürfe. Der Bühnenvorhang und die Fresken im Zuschauerraum der Oper wurden 1945 bei mehreren Luftangriffen zerstört.
Bitterlich arbeitete hauptsächlich als Historienmaler und war in Wien der Begründer der idealistischen Malerei, die zu voller Entfaltung als Monumentalmalerei im Dienste der Ausschmückung von Gebäuden gelangte. Er wurde auch selbst Mitglied der k.k. Akademie der bildenden Künste.
Bitterlich war neben Griepenkerl und August Eisenmenger der talentierteste und erfolgreichste Schüler und Gehilfe Rahls. Von seinen selbständigen Arbeiten sind erwähnenswert: die pompejanischen Darstellungen im Palais der Familie Ypsilantis, die Fresken im Speisesaal des Wiener Grand Hotel, Bilder für Schloss Hernstein, das Werk die Künste für ein Palais des Architekten Carl Tietz, Fresken im Heinrichshof und im Palais Gutmann sowie die Drei Grazien in Aquarell (1871), bekannt durch die chromolithografische Nachbildung der Gesellschaft für vervielfältigende Kunst Wien. Viele seiner Arbeiten entstanden in Zusammenarbeit mit dem Architekten Theophil von Hansen.
Bitterlich war der Vater des Bildhauers Hans Bitterlich. Er wurde in einem Ehrengrab am Wiener Zentralfriedhof beigesetzt. 1929 wurde die Bitterlichstraße in Wien-Favoriten nach ihm und seinem Sohn Hans benannt.